# Arxipèlag Kodiak

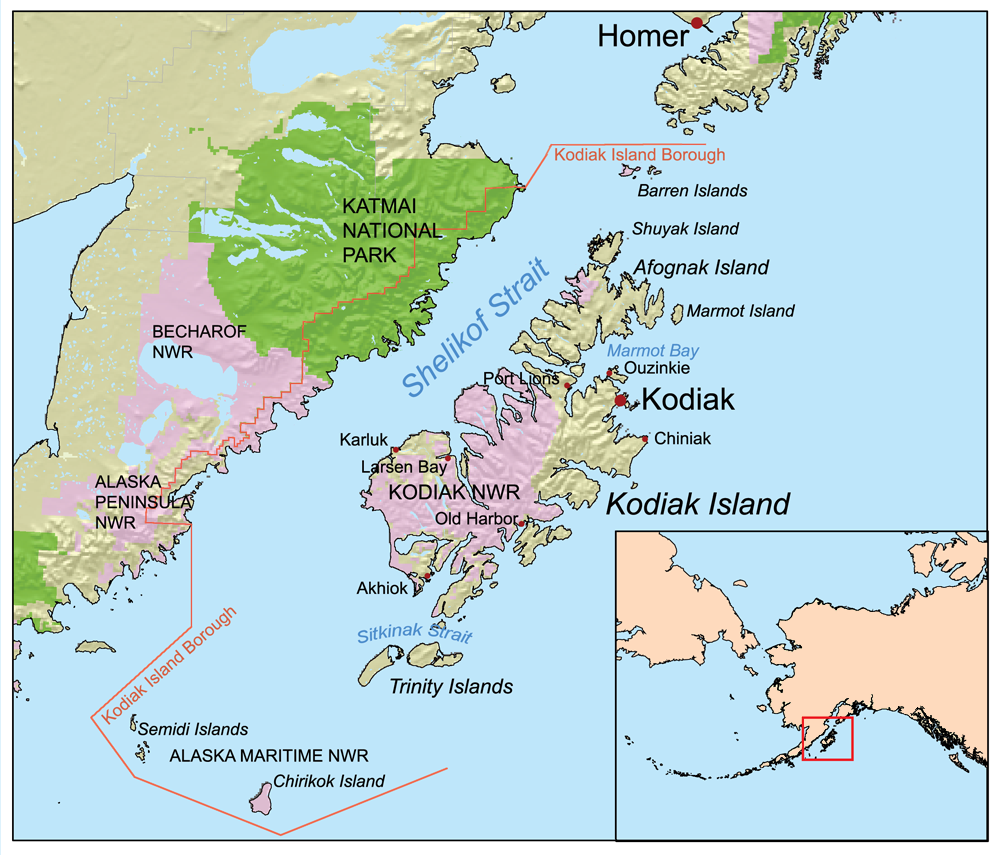
Localització de l'Arxipèlag Kodiak

L'Arxipèlag Kodiak és un conjunt d'illes al sud de la part continental d'Alaska (Estats Units), a uns 405 km al sud, per via aèria, de la ciutat d'Anchorage dins del golf d'Alaska.
L'illa més grossa de l'arxipèlag és l'Illa Kodiak, que és la segona illa per superfície dels Estats Units. L'arxipèlag fa 285 km de llarg i 108 km d'amplada, des de les Illes Barren al nord fins a l'Illa Chirikof i les Illes Semidi al sud. L'arxipèlag comprèn 13,890 km² de terra emergida. Conté unes 40 glaceres petites, nombrosos rierols i centenars d'espècies marines i terrestres, gran part del territori és bosc.

## Illes de l'Arxipèlag Kodiak
- Illa Afognak - segona illa en superfície
- Illa Aiaktalik
- Illa Ban
- Illes Barren - les més septentrionals
  - Illa Ushagat
  - Illa East Amatuli
  - Illa West Amatuli
- Illa Chirikof - la més al sud
- illa Dark
- Illes Geese
- Illa Kodiak - la major
- Illa Marmot Island - la més oriental
- Illa Raspberry
- Illes Semidi - la més occidental
  - Illa Aghiyuk
  - Illa Anowiki
  - Illa Chowiet
  - Illa Kateekuk
  - Illa Kiliktagik
- Illa Shuyak
- Illa Sitkalidak
- Illa Spruce
- Illa Sundstrom
- Illa Trinity
  - Illa Tugidak
  - Illa Sitkinak
- Illa Two-Headed
- Illa Ugak
- Illa Whale
- Illa Woody

## Registres arqueòlogics de l'Holocè
"Els registres mostren canvis bruscos en el poblament però amb continuïtat cultural" (Ames et al., p.61)
En l'Holocè tardà hi ha quatre períodes cultural Kachemak primerenc (1850 aC - 500 aC), Kachemak tardà (500 aC - 1200 dC), Koniag (1200 fins al segle xviii), i Alutiiq (modern).